# Disparitions forcées en Égypte
Les disparitions forcées en Égypte sont les disparitions forcées perpétrées, depuis 2015, en conséquence de la répression politique sous le régime d'Abdel Fattah el-Sisi. 

## Contexte
Depuis la destitution en 2013 de Mohamed Morsi, président de la République démocratiquement élu après la révolution de 2011  du 30 juin 2012 au 3 juillet 2013, son successeur Abdel Fattah al-Sissi est accusé d'avoir instauré après le coup d'état de 2013 une dictature écrasant toute opposition. Depuis 2015 le nombre des disparitions forcées en Égypte a augmenté de façon préoccupante sous couvert de lutte contre les fréres musulmans avec l'instauration d'un état policier répressif,.
Ces disparitions forcées font partie intégrante d'une stratégie pour terrifier, interroger et torturer l'opposition au régime dictatorial d'El-Sisi sous prétexte de la lutte contre le terrorisme après que des attaques de l'EI ai tué des centaines de policiers et de militaires. Les insurrections et attentats menés par le groupe Province du Sinaï dans le nord du désert du Sinaï  , affilié à l’organisation État islamique (OEI) depuis 2014 préoccupent Israël et la France qui ont fourni des aides techniques et militaires au régime.
Selon la commission égyptienne pour les libertés et les droits humaines (ECRF), le recours systématique aux disparitions forcées a été concommittent avec l'arrivée du général Magdy Abdel Ghaffar à la direction du ministère de l'intérieur en mai 2015.

## Historique
Selon Amnesty International, de juillet 2013 à avril 2016, 40 000 personnes ont été arrêtées ou sont poursuivies pour des raisons politiques, 700 personnes au moins ont été placées en détention sans procès, plus de 500 disparitions forcées ont été recensées depuis mars 2015, 538 condamnations à mort ont été prononcées en 2015 et 1 400 manifestants ont été tués entre août 2013 et janvier 2014. L'ONG a noté également un « recours généralisé à la torture en détention ».
Les enlèvements sont menés par des membres de l'Agence Nationale de Sécurité (Égypte) (en).
Entre le 1er aout 2016 et la mi-aout 2017, 378 personnes ont disparu. 291 personnes ont pu être localisées mais les autres sont considérées comme définitivement disparues. Des 52 enfants disparus en 2017, trois ont fait l'objet d'exécutions extrajudiciaires.

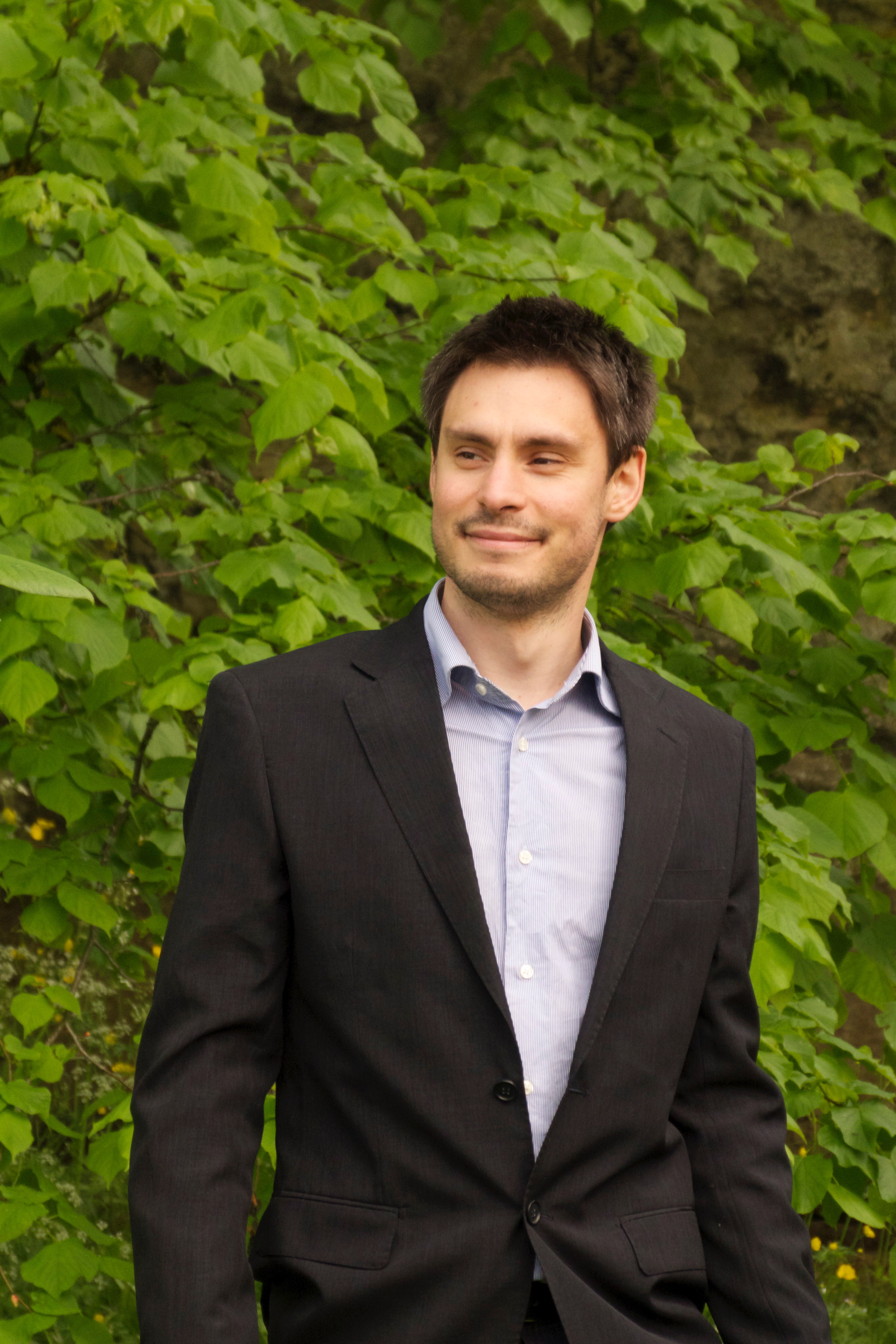
Giulio Regeni étudiant italien enlevé, torturé et assassiné en 2016.

En 2016 un jeune étudiant italien, Giulio Regeni est enlevé, torturé et assassiné en dehors de toute procédure légale le soir du cinquième anniversaire de la révolution du 25 janvier, en pleine vague d’arrestations dans les milieux révolutionnaires.
In 2020, la commission égyptienne pour les libertés et les droits humaines (ECRF) a produit un rapport de 500 pages sur les disparitions forcées, révélant que le pays avait recensé  2,723 cases depuis aout 2015,.
En mars 2021, Amnesty International a condamné les autorités égyptiennes pour la disparition d'Omar Abdelhamid Abu el-Nag et Manar Adel Abu el-Naga, un couple marié accompagné de leur enfant de un an, al-Baraa, après leur arrestation le 9 mars 2019. En 2021, Manar Adel Abu el-Naga est interrogée sur ses liens éventuels avec un groupe terroriste par le parquet suprême de la sûreté de l'État (SSSP). Elle a été détenue 15 jours dans l'attente d'un complément d'enquête à la prison pour femmes d'al-Qanater, tandis que son fils de trois ans était remis à des proches. Amnesty International a exhorté l'Égypte à mener une enquête efficace sur la disparition de cette famille.

## Surveillance de l'opposition
La société française Nexa Technologies, conceptrice du logiciel de cybersurveillance Cerebro qui permet de retracer les communications électroniques a été mise en examen en juin 2021 pour avoir vendu du matériel de cybersurveillance aux autorités égyptiennes. D'autres entreprises françaises ont profité de la hausse massive de la vente d'armes et de matériel de surveillance dans le contexte de la répression menant à des disparitions forcées.